# Gonjiam-eup
Gonjiam-eup (koreanska: 곤지암읍) är en köping i kommunen Gwangju i provinsen Gyeonggi i den norra delen av Sydkorea, 40 km öster om huvudstaden Seoul.